# جادجو مونتانو
جادجو مونتانو (بالإيطالية: Gaggio Montano)‏ هي بلدية في مقاطعة بولونيا في إقليم إميليا رومانيا الإيطالي.

## السكان
في سنة 1861 بلغ عدد السكان 3٬842 نسمة، وتطور العدد ليصل في سنة 2011 لـ 5٬066 نسمة.
يظهر هذا المخطط البياني تطور النمو السكاني لـ جادجو مونتانو